# Karen Grassle

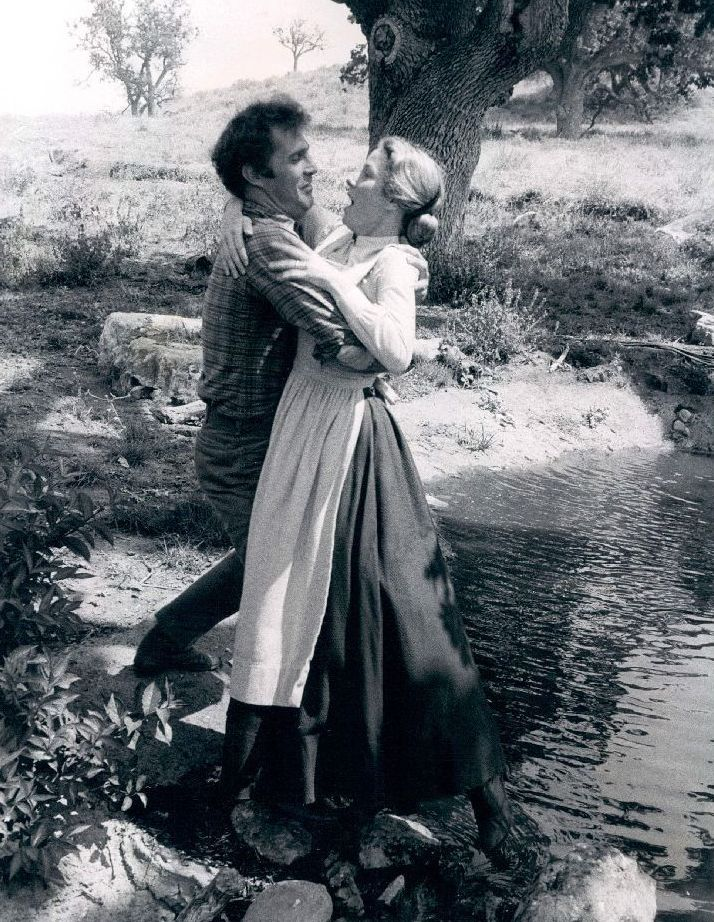
Karen Grassle mit Gil Gerard

Karen Grassle (* 25. Februar 1942 in Berkeley, Kalifornien) ist eine US-amerikanische Schauspielerin. Ihr Geburtsjahr wird in diversen Quellen auch fälschlicherweise mit 1944 angegeben. Sie wurde in den 1970er Jahren als Caroline Ingalls in der Fernsehserie Unsere kleine Farm bekannt.

## Karriere
Nach ihrem Studium in Englisch und Theaterwissenschaften an der University of California in Berkeley, bekam Grassle mit 20 Jahren ein Stipendium für die London Academy of Music and Dramatic Art (LAMDA). Danach schloss sie sich einigen Theaterensembles an. Zusätzlich übernahm sie Rollen in drei Seifenopern. 
Ihre bekannteste Rolle war die der Mutterfigur Caroline Ingalls in der Serie Unsere kleine Farm. In dieser Rolle, die sie von 1974 bis 1982 verkörperte, wurde sie auch in Deutschland bekannt. Nach dem Ende der Serie folgten einige kleinere Filme mit mäßigem Erfolg. Grassle spielte des Weiteren in mehreren Episoden von Cruising Fun und Arabesque mit. Im amerikanischen Fernsehen ist sie oft als Werbesprecherin für die Videos von Unsere kleine Farm zu sehen.
Grassle ist die Initiatorin eines der ersten Frauenhäuser für misshandelte Frauen, das in den USA gegründet wurde. 1978 übernahm sie in dem von ihr geschriebenen Fernsehfilm Battered, der sich mit häuslicher Gewalt auseinandersetzt, eine der Hauptrollen. 1989 gründete die Schauspielerin ein Theaterensemble in Santa Fe in New Mexico.
In der Filmbiografie Wyatt Earp – Das Leben einer Legende mit Kevin Costner in der Hauptrolle, spielte Grassle die Schwiegermutter des Filmhelden. Im Jahr 2000 übernahm sie die Hauptrolle in dem Schauspiel Wit, das sich mit dem Thema Krebs befasst. 2012 wirkte sie in dem Filmdrama Tales of Everyday Magic mit. Der Schwerpunkt ihrer Arbeit liegt heute hauptsächlich im Theater.

## Privatleben
Grassle heiratete in erster Ehe den Schauspieler Leon Russom; die Ehe wurde 1969 geschieden. Mit ihrem zweiten Ehemann, dem Immobilienmakler J. Allen Radford war sie von 1982 bis 1987 verheiratet; 1985 adoptierte sie ein Kind. Die Ehe wurde ebenso wie ihre dritte Ehe mit dem Osteopathen Scott T. Sutherland geschieden. Grassle lebt mit ihrer Adoptivtochter in Pacific Palisades in Kalifornien.

## Filmografie
- 1974: Rauchende Colts (Gunsmoke, Fernsehserie, eine Folge)
- 1974–1982: Unsere kleine Farm (Little House on the Prairie, Fernsehserie, 183 Folgen)
- 1977: Emily, Emily (Fernsehfilm)
- 1978: Die Geliebte des Präsidenten (The President’s Mistress, Fernsehfilm)
- 1978: Battered (Fernsehfilm)
- 1979: Gefahr über den Wolken (Crisis in Mid-air, Fernsehfilm)
- 1979: Little House Years (Fernsehfilm)
- 1981: Harrys ganz privater Krieg (Harry’s War)
- 1981: Love Boat (The Love Boat, Fernsehserie, eine Folge)
- 1983: Cocain (Fernsehfilm)
- 1983: Hotel (Fernsehserie, eine Folge)
- 1984: Unsere kleine Farm – Das Ende von Walnut Grove (Little House: The Last Farewell, Fernsehfilm)
- 1985: Zurück ins Leben (Between the Darkness and the Dawn, Fernsehfilm)
- 1987–1988: Mord ist ihr Hobby (Murder, She Wrote, Fernsehserie, zwei Folgen)
- 1994: Wyatt Earp – Das Leben einer Legende (Wyatt Earp)
- 2012: Tales of Everyday Magic
- 2012: My Greatest Teacher
- 2017: Where’s Roman? (Kurzfilm)
- 2018: Lasso